# Polina Péjova
Polina Péjova (bielorruso: Паліна Пехава; ruso: Полина Пехова; nació el 21 de marzo de 1992, Minsk) es una jugadora de tenis profesional bielorrusa. Su mejor clasificación en la WTA fue la número 287 del mundo, que llegó el 23 de julio de 2012. En dobles alcanzó número 136 del mundo, que llegó el 22 de octubre de 2012.

## Títulos WTA

### Dobles
| Leyenda               |
| --------------------- |
| Grand Slam (0)        |
| Juegos Olímpicos (0)  |
| WTA Championships (0) |
| Premier Mandatory (0) |
| Premier 5 (0)         |
| Premier (0)           |
| International (1)     |

| N.º | Fecha                    | Torneos | Superficie | Pareja      | Oponentes                     | Resultado   |
| --- | ------------------------ | ------- | ---------- | ----------- | ----------------------------- | ----------- |
| 1.  | 15 de septiembre de 2012 | Taskent | Dura       | Paula Kania | Anna Chakvetadze Vesna Dolonc | 6–2, retiro |

## Títulos ITF

### Dobles (5)
| Torneos de $100,000 |
| Torneos de $75,000  |
| Torneos de $50,000  |
| Torneos de $25,000  |
| Torneos de $15,000  |
| Torneos de $10,000  |

| N.º | Fecha                    | Torneos              | Superficie | Pareja              | Oponentes                             | Resultado        |
| --- | ------------------------ | -------------------- | ---------- | ------------------- | ------------------------------------- | ---------------- |
| 1.  | 20 de noviembre de 2010  | Opole, Polonia       | Carpet (i) | Oksana Kalashnikova | Paula Kania Magda Linette             | 6-3, 6-4         |
| 2.  | 30 de abril de 2012      | Moscú, Rusia         | Dura (i)   | Paula Kania         | Tatiana Kotelnikova Lidziya Marozava  | 6-4, 3-6, [10-7] |
| 3.  | 3 de junio de 2013       | Karshi, Uzbekistán   | Dura       | Margarita Gasparyan | Veronika Kapshay Teodora Mircic       | 6-2, 6-1         |
| 4.  | 28 de septiembre de 2013 | Fergana, Uzbekistán  | Dura       | Lyudmyla Kichenok   | Michaela Hončová Veronika Kapshay     | 6-4, 6-2         |
| 5.  | 29 de septiembre de 2014 | Shymkent, Kazajistán | Arcilla    | Albina Khabibulina  | Ksenia Palkina Alexandra Grinchishina | Walkover         |

#### Finalista (3)
| N.º | Fecha                | Torneos              | Superficie | Pareja               | Oponentes                            | Resultado |
| --- | -------------------- | -------------------- | ---------- | -------------------- | ------------------------------------ | --------- |
| 1.  | 7 de mayo de 2010    | Florencia, Italia    | Arcilla    | Lu Jingjing          | Maret Ani Julia Schruff              | 3-6, 4-6  |
| 2.  | 3 de agosto de 2014  | Astana, Kazajistán   | Dura       | Sviatlana Pirazhenka | Polina Monova Ekaterina Yashina      | 3-6, 2-6  |
| 3.  | 6 de octubre de 2014 | Shymkent, Kazajistán | Arcilla    | Daria Lodikova       | Albina Khabibulina Ekaterina Kylueva | 4-6, 4-6  |